# Josep Faus i Pascuchi
Josep Faus i Pascuchi (Barcelona, 1933-2021) fou un Doctor Enginyer Industrial per l'Escola Tècnica Superiror d'Enginyers Industrials de Barcelona, avui integrada a la Universitat Politècnica de Catalunya, llicenciat en Ciències per la Universitat de Barcelona i Doctor of Business Administration per la Harvard University.
Era fill del notari de Barcelona i il·lustre jurista català Ramon Faus i Esteve, i germà d'Amparo Faus i Pascuchi, Francesc Faus i Pascuchi, Ramon Faus i Pascuchi, Xavier Faus i Pascuchi i Joaquim Faus i Pascuchi.
Es va integrar al Claustre Acadèmic del IESE el 1960, on era director acadèmic del CIIF (Centro Internacional de Investigación en Finanzas). Al IESE va ser director d'Investigació, director de Personal Científic i director de Programes, i va ser també membre del Consell de Direcció.
Durant el curs 1972-73 va ser professor visitant de la Harvard University, on va ser responsable dels cursos de Managerial Economics del Programa Master en Business Administration. També va ser professor visitant de la China-Europe International Business School de Shanghai, a la Business School de la Universitat de Ciutat del Cap i a diverses universitats llatinoamericanes. Va ser consultor de moltes empreses nacionals i multinacionals i ha participat en estudis de fusió de diferents entitats financeres.

## Obres publicades
- Cómo Interpretar la Prensa Económica y Financiera, amb Ahmad Rahnema. Ediciones Deusto 1997.
- Políticas y Decisiones Financieras para la Gestión del Valor en las Empresas, Estudios y Ediciones IESE (1997).
- Finanzas Operativas: Gestión Financiera de las Operaciones del Día a Día. Amb Josep Tàpies, 1996.
- Libro Blanco del Sector Inmobiliario. Coordinador General de la investigación (1999)
- Decisiones de Inversión.
- Finanzas Estructurales y Estrategias Financieras.
- Valoración de Empresas, un Enfoque Pragmático.
- Finanzas Operativas, lo que Todo Directivo Debe Saber.
- Las Ventajas Competitivas de Cataluña, en coautoría (1993)
- Manual Pedagógico de Finanzas Operativas, amb Lídia Pradas. Estudios y Ediciones IESE 1997
- Manual Pedagógico de Políticas y Decisiones Financieras, amb Lídia Pradas. Estudios y Ediciones IESE 1997